# Forrest Blue
Forrest Murrell Blue Jr. (* 7. September 1945 in Marfa, Texas; † 16. Juli 2011 in Carmichael, Kalifornien) war ein US-amerikanischer American-Football-Spieler auf der Position des Centers. Er spielte in seiner Karriere in der National Football League (NFL) für die San Francisco 49ers und die Baltimore Colts.

## Frühe Jahre
Forrest Blue ging in Tampa, Florida, auf die Highschool. Sein Vater war dort von der US Army stationiert. Später besuchte er die Auburn University, wo er für das Collegefootballteam zwischen 1965 und 1967 auf der Position des Centers spielte.
2013 wurde er nach seinem Tod in die Alabama Sports Hall of Fame aufgenommen.

## NFL
Blue wurde im NFL-Draft 1968 in der ersten Runde an 15. Stelle von den San Francisco 49ers ausgewählt. Zwischen 1971 und 1974 wurde er vier Mal hintereinander in den Pro Bowl gewählt. Zur Saison 1975 unterschrieb er einen Vertrag bei den Baltimore Colts. Nach der Saison 1978 beendete er dort seine Karriere.

## Tod
Am 16. Juli 2011 starb Forrest Blue an einer chronisch-traumatischen Enzephalopathie (CTE). Die Diagnose wurde nach seinem Tod festgestellt und ist auf Grund diverser Stöße gegen den Kopf während seiner aktiven Profifootballerzeit zurückzuführen.